# Tumacoca
Tumacoca é um género botânico pertencente à família Cucurbitaceae.
1. ↑  «Tumacoca — World Flora Online». www.worldfloraonline.org. Consultado em 19 de agosto de 2020